# Диксон (Калифорния)
Диксон (англ. Dixon) — город в округе Солано в штате Калифорния в Соединённых Штатах Америки.
Согласно данным переписи населения США 2020 года число жителей города 
составляло 18 988 человек, что, для такого небольшого населённого пункта, существенно больше (+ 3.5%), чем было во время предыдущей переписи проводившейся в 2010 году (18 351 человек).

## История
Первое полупостоянное европейское поселение, возникшее в районе современного Диксона, возникло во время Калифорнийской золотой лихорадки середины XIX века, когда в 1852 году Элайджа Силви (англ. Elijah Silvey) основал общину Силвейвилль (англ. Silveyville) как промежуточный пункт между побережьем Тихого океана и богатыми золотыми приисками Сакраменто вдоль маршрута, по которому обычно ездили шахтеры. В 1868 году через этот район прошла железная дорога Central Pacific Railroad в нескольких милях от сообщества. Местные жители решили физически переместить Силвейвилль ближе к железнодорожным путям, чтобы воспользоваться преимуществами, которое давало железнодорожное сообщение. Одним из первых зданий, которые все ещё стоят в Диксоне с момента переезда 1871 года, является методистская церковь Диксона, расположенная по адресу 209 N. Jefferson Street.

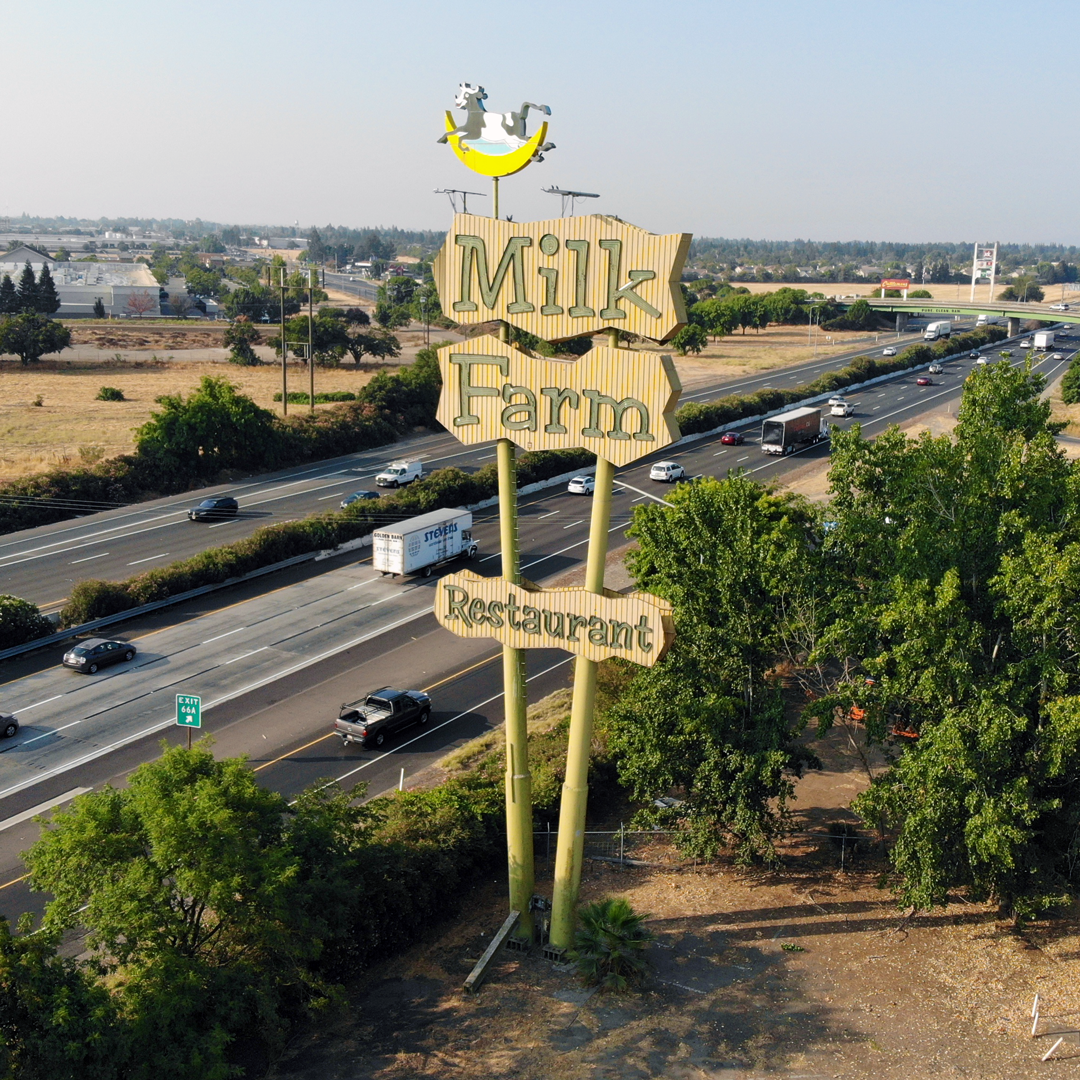
Диксон

Первоначально город назывался «Диксвилл» в честь Томаса Диксона, который пожертвовал 10 акров своей земли для строительства железнодорожного депо после завершения строительства путей и последующего перемещения Силвейвилла. Однако, когда в 1872 году из Сан-Франциско прибыла первая партия товаров по железной дороге, её ошибочно назвали «Dixon» — название, которое используется с тех пор, в основном из-за простоты. 
30 марта 1878 года поселение было инкорпорировано и включено в реестр штата Калифорния, благодаря чему некорпоративное сообщество  официально получило статус города.
Помимо мэрии в городе функционируют муниципальная полиция и пожарная часть, а также система водоснабжения и очистные сооружения сточных вод.
В Диксоне находится крупнейший в мире кукурузный лабиринт Его площадь составляет 45 акров (около 18 га). Этот лабиринт был занесён в Книгу рекордов Гиннесса в сентябре 2007 года, когда его площадь составляла только 40 акров (около 16 га).

## География
Диксон расположен в 23 милях (37 км) от столицы штата города Сакраменто.
Согласно данным представленным Бюро переписи населения США, общая площадь города составляет 7,1 квадратных мили (18 км2), из которых 7,0 квадратных мили (18 км2) занимает суша, а 0,1 квадратных мили (0,26 км2 или 1,36%) приходится на водную поверхность.

## Климат
Согласно данным представленным Национальной метеорологической службой США В Диксоне, по шкале классификации климатов Кёппена, средиземноморский климат с жарким летом.